# Sonic Firestorm
Sonic Firestorm je hudební album skupiny DragonForce. Vydala je v roce 2004.

## Seznam skladeb
1. "My Spirit Will Go On" – 7:54
2. "Fury of the Storm" – 6:46
3. "Fields of Despair" – 5:45
4. "Dawn Over a New World" – 5:12
5. "Above the Winter Moonlight" – 7:31
6. "Soldiers of the Wasteland" – 9:47
7. "Prepare for War" – 6:15
8. "Once in a Lifetime" – 8:06
9. "Cry of the Brave" – 5:46 (bonus track)